# Campeonato Europeo de Vóley Playa de 1998
El VI Campeonato Europeo de Vóley Playa se celebró en Rodas (Grecia) entre el 24 y el 27 de agosto de 1998 bajo la organización de la Confederación Europea de Voleibol (CEV) y la Federación Helénica de Voleibol.

## Medallistas
| Evento    | Oro                                              | Plata                                                | Bronce                                       |
| --------- | ------------------------------------------------ | ---------------------------------------------------- | -------------------------------------------- |
| Masculino | Paul Laciga · Martin Laciga · Suiza              | Jan Kvalheim · Bjørn Maaseide · Noruega              | Vegard Høidalen · Jørre Kjemperud · Noruega  |
| Femenino  | Eva Celbová · Soňa Dosoudilová · República Checa | Debora Schoon-Kadijk · Rebekka Kadijk · Países Bajos | Laura Bruschini · Annamaria Solazzi · Italia |

## Medallero
| Núm. | País            | Oro | Plata | Bronce | Total |
| ---- | --------------- | --- | ----- | ------ | ----- |
| 1    | República Checa | 1   | 0     | 0      | 1     |
| 1    | Suiza           | 1   | 0     | 0      | 1     |
| 3    | Noruega         | 0   | 1     | 1      | 2     |
| 4    | Países Bajos    | 0   | 1     | 0      | 1     |
| 5    | Italia          | 0   | 0     | 1      | 1     |
|      | TOTAL           | 2   | 2     | 2      | 6     |